# Станіслав Бейгер
Станіслав Бейгер (пол. Stanisław Bejger; 12 листопада 1929, Пйонтково) — польський комуністичний політик, член ЦК ПОРП й уряду ПНР. Перший секретар Гданського воєводського комітету ПОРП у 1982—1988 роках. Дотримувався жорсткого курсу, проводив у Гданську політику воєнного стану. Відсторонено під час страйкового руху 1988 року.

## Походження та робота
Народився у багатодітній родині сільського коваля. Серед родичів був католицький священник Броніслав Костковський. Під час нацистської окупації Леон Бейгер, батько Станіслава Бейгера, прийняв підданство нацистської Німеччини (за відмову так вчинити Броніслав Костковський загинув у Дахау та став польським святим). Станіслав Бейгер навчався у школі німецькою мовою, працював кур'єром і службовцем у повітській адміністрації Вомбжезьно. Після війни Бейгера-старшого реабілітовано, він зайнявся одноосібним господарюванням. Станіслав Бейгер перебрався до Гданська, де закінчив середню освіту.
У 1946—1951 роках Станіслав Бейгер був цензором («інспектором передач») Польського радіо у Гданську. У 1948 році закінчив у Сопоті Школу морської торгівлі, у 1958 році — Вищу школу економіки у Сопоті. Працював у судноплавній держкомпанії Польські океанські лінії (PLO). З 1966 до 1976 рік — директор PLO. Обіймав також посади радника міністерства судноплавства, віцеконсула ПНР в Александрії (Єгипет), комерційного радника посольства ПНР у Фінляндії.

## Партія, спецслужба, уряд
З 1945 року Станіслав Бейгер перебував в урядущій компартії ПРП, з 1948 року — у ПОРП. Був секретарем морського відділу Гданського воєводського комітету ПОРП, членом міського комітету ПОРП у Гдині. У 1958 році закінчив Вищу школу суспільних наук при ЦК ПОРП.
У 1961—1980 роках Бейгер був секретним співробітником військової розвідки ПНР — Другого управління генштабу. За ці роки начальниками управління побували такі генерали як Гжегож Корчинський, Влодзімеж Олива, Чеслав Кіщак.
У липні 1981 року Бейгер отримав призначення міністром — начальником управління морського господарства в уряді Юзефа Піньковського. Зберіг посаду у кабінеті генерала Войцеха Ярузельського. Виступав за жорстке придушення незалежної профспілки Солідарність.

## «Військовий секретар» у Гданську
13 грудня 1981 року у ПНР введено воєнний стан. Генерал Ярузельський, який поєднував посади першого секретаря ЦК ПОРП, голови Радміну ПНР і голови Військової ради національного порятунку (WRON), здійснив низку кадрових перестановок на всіх рівнях. Керівні посади обіймали прихильники жорсткої лінії, готові до силового придушення «Солідарності». На посаду першого секретаря Гданського воєводського комітету ПОРП 8 січня 1982 року направлено Станіслава Бейгера (замість схильного до компромісу з «Солідарністю» Тадеуша Фішбаха). За посадою Бейгер перебував у ЦК ПОРП.
На січневому засіданні у Гданську був присутній член Політбюро ЦК ПОРП Казімеж Барциковський. Він відверто визнав, що партапарат не здатний контролювати ситуацію та «відповідальність довелося взяти армії». Подальша політика першого секретаря Бейгера ґрунтувалася на цій тезі. Гданська воєводська парторганізація під його керівництвом різко мілітаризовано. Це обґрунтовувалося роллю Гданська як історичного центру «Солідарності», що вимагало особливої пильності влади. Вже 30 січня 1982 року (міжнародний День солідарності з Польщею) у місті знову відбулися великі зіткнення, була спроба підпалу будівлі воєводського комітету ПОРП. Масові протести та зіткнення охопили Гданськ 3 травня та 31 серпня. Ці виступи придушувалися силами ЗОМО під військовим контролем.
Фактично першою особою регіону став командувач ВМС ПНР адмірал Людвік Янчишин — член WRON, який займався ситуацією на Балтійському узбережжі. Воєводою Гданська призначено генерала бригади Францишка Цигана. Генерал Циган, віцеадмірал Людвік Дутковський, командор Едвард Кійк увійшли до бюро воєводського комітету. Начальник політуправління ВМС командор Францишек Черський завідував цензурою друку, радіо та телебачення. Багато посад у воєводському партапараті заміщалися офіцерами армії та міліції. Власне партійні кадри при Бейгері відійшли на другий план — досить сказати, що перший пленум воєводського комітету після введення воєнного стану відбувся лише 10 березня 1982 року.
Не лише у період, а й після воєнного стану визначну роль в управлінні регіоном грав воєводський комендант міліції генерал Єжи Анджеєвський. Непримиренно жорстокий супротивник «Солідарності», найчастіше Анджеєвський фактично давав Бейгеру керівні настанови — наприклад, про необхідність жорсткого переслідування нелегальних профспілкових груп та особисто Леха Валенси, про неприпустимість легалізації «Солідарності». При цьому він зазначав, що Гданське воєводство — єдине, де в партійному керівництві перебувають дев'ять офіцерів міліції.
Бейгер неухильно проводив репресивний курс WRON. У Гданську відбувалися арешти й інтернування активістів «Солідарності», придушувалися страйки, розганялися демонстрації. У січні 1984 року, вже після скасування воєнного стану, Бейгер особливо дякував військовим, міліціонерам і співробітникам Служби безпеки за те, що вони «захищали соціалізм як незалежність» (відоме формулювання начальника армійського політуправління генерала Юзефа Барили). За кілька місяців у Гданську заарештовано одного з керівників підпільної «Солідарності» Богдана Ліса.
З середини 1980-х років воєводський комітет ПОРП взяв курс на пропаганду позитиву. Бейгер регулярно заявляв про вихід з кризи, розв'язання проблем, проводив пафосні церемоніальні заходи (наприклад, урочисті відзначення 8 березня). Однак йому не вдалося ні ліквідувати опозицію у Гданську, ні запобігти фактичному розпаду парторганізації. Особливо масштабний відтік спостерігався серед робітників і студентів. Секретар ЦК ПОРП Мечислав Раковський вважав призначення «політично неосвіченого» Бейгера у центр опозиції, як Гданськ, помилкою Ярузельського.
У травні 1988 року у Гданську знову почалися масові страйки «Солідарності». Стала очевидною нездатність Бейгера впоратися з ситуацією. 8 липня 1988 року його знято з партійної посади (замінено компромісно налаштованим економістом Мареком Холдаковським).

## Дипломатія та відставка
Після відставки Станіслав Бейгер перейшов на службу до МЗС. Два роки, з вересня 1988 року до вересня 1990 року, він був послом Польщі в Австрії. Усунено міністром закордонних справ Кшиштофом Скубішевським після остаточної зміни суспільно-політичного устрою Польщі.
У Третій Речі Посполитій Бейгер відійшов від політики та громадської діяльності.